# Escut de Guils de Cerdanya
L'escut oficial de Guils de Cerdanyaté el següent blasonament:
Escut caironat: de gules, un estel de 8 puntes acostat de 8 estels de 5 puntes d'or posades en orla. Per timbre una corona mural de poble.

## Història
Va ser aprovat el 9 de març de 1994 i publicat al DOGC el 18 del mateix mes amb el número 1874.
L'estrella de vuit puntes voltada de vuit estrelles de cinc puntes és una al·lusió al protomàrtir sant Esteve, patró del poble; anteriorment l'escut de la localitat presentava una flor de lis. Guils sempre ha pertangut a l'església: originàriament a Sant Martí del Canigó, després al monestir de Santes Creus (segles XIV-XVII), i finalment a la comunitat de beneficiats de Puigcerdà.